# ژان-آنتوان نله
 ژان-آنتوان نله (انگلیسی: Jean-Antoine Nollet؛ زاده ۱۹ نوامبر ۱۷۰۰ درگذشته ۲۵ آوریل ۱۷۷۰) یک دانشمند اهل فرانسه بود.